# АЕС Ой
Атомна електростанція Ой (яп. 大飯発電所, Ōi hatsudensho) також відома як Оі або Ої, це атомна електростанція, розташована в місті Ой, префектура Фукуї, якою керує компанія Kansai Electric Power. Ділянка становить 1,88 квадратних кілометрів. Блоки 3 і 4 Ой були виведені з експлуатації у вересні 2013 року. У грудні 2017 року компанія Kansai Electric Power оголосила, що виведе з експлуатації реактори 1 і 2 через їхній вік і труднощі підвищення рівня безпеки в їхніх малих зонах утримання. Блок 3 було перезапущено 14 березня 2018 року, а енергоблок 4 – 9 травня 2018 року.

## Зовнішні посилання
- сайт KEPCO англ.
- Oi Nuclear Power Plant (яп.)
- Real-time display (яп.) – Ōi 3 і 4 є останніми двома на сторінці